# Atlanta Bread
Atlanta Bread ist eine US-amerikanische Bäckerei-Kette auf Franchise-Basis. Das Unternehmen wurde von Richard Auffenberg und Robert Auffenberg  im Jahre 1993 in Sandy Springs, einem Vorort von Atlanta, Georgia als Sandwich-Bar gegründet.
Neben Brot und Teilchen werden auch Kaffee und Softdrinks angeboten. Heute befindet sich die Firmenzentrale in Smyrna (Georgia), nicht weit von Atlanta entfernt. Das Unternehmen  hatte in seiner Hochzeit, 2004, 170 Filialen,  ist aber bis 2021 auf 18 Filialen geschrumpft.

## Geschichte
Ursprünglich 1993  als kleiner Sandwich-Shop  von Richard und Robert Auffenberg  gestartet, fingen noch im selben Jahr die  südafrikanischen Brüder und Investmentbanker Jerry und Basil Couvaras an, in das Konzept zu investieren und bauten es 1995 zu einem Franchise-Unternehmen aus.
Die Kette expandierte rapide und wuchs von 33 Filialen im Jahre 1997 auf 170 Filialen in 26 Staaten mit rund 5.000 Mitarbeitern im Jahre 2004. Im selben Jahr wurde jedoch Jerry Couvaras unter dem Verdacht, Investoren um 5, 5 Millionen USD betrogen zu haben, in Südafrika verhaftet. Wie sich herausstellte, platzten von den zwischen  2001 und 2011 vermittelten Krediten etwa  die Hälfte, das Vertrauen der Anleger sank immer mehr, so dass das Unternehmen bis 2021 auf 18 Filialen in vier Staaten schrumpfte.